# 시편 150편
시편 150편은 150번째 시편이자 마지막 시편이다. "여호와를 찬양하라 그의 성소에서 하나님을 찬양하라" 라틴어로는 "Laudate Dominum in sanctis eius"라고 한다. 시편 150편에서 시편 기자는 아홉 종류의 악기를 부르며 음악과 춤으로 하나님을 찬양할 것을 회중에게 촉구한다.
대부분의 성경 버전에서 시편에는 150편의 시편이 있고 시편 150편이 마지막 시편이다. 그러나 동방 정교회와 시리아 정교회에서는 각각 시편이 151편과 155편으로 상이하다.
예루살렘 성경은 시편 150편을 "마지막 찬양의 합창"으로 묘사한다. 이것은 유대교, 가톨릭, 루터교, 성공회 및 기타 개신교 전례의 정규 부분을 형성하는 찬송 시편이다. 찬송가로 옮겨졌으며 종종 음악의 주제가 되었다.

## 배경 및 주제
시편 146편, 147편, 148편, 149편과 마찬가지로 시편 150편도 히브리어로 할렐루야라는 단어로 시작하고 끝난다. 더 나아가 데이비드 구직(David Guzik)은 시편 5권 각각이 송영(즉, 축도)으로 끝나며, 시편 150편은 전체 작업의 결론뿐만 아니라 5권의 결론을 나타내는데, 예를 들면 보다 정교한 방식으로 다른 책을 닫는 결론 구절이 있다. 시 41:13: "이스라엘의 하나님 여호와를 영원부터 영원까지 송축할지로다 아멘."
매튜 헨리(Matthew Henry)는 이 마지막 시편이 같은 수의 구절을 가지고 있다는 점에서 시편 1편과 유사하다고 지적한다.
카발라에 따르면, 이 시편에 나오는 찬양의 10가지 표현은 10가지 세피로트(신성한 발산)에 해당한다. 또한 할렐(히브리어: הלל, 찬양)이라는 단어는 자비의 13가지 속성과 관련하여 시편에서 13번 찾을 수 있다. 지시어 할렐루(히브리어: הלו, "당신을 찬양합니다")는 히브리 달력 연도에 발생하는 12개의 새로운 달에 해당하는 12번 나타난다. 이 시편이 유대인 기도회에서 낭송될 때(아래 참조) 6절이 반복되어 윤년의 열세 번째 월삭을 암시하는 할렐루의 13번째 표현이 추가된다.
시편 150편은 하나님을 찬양하는 데 사용되는 9가지 악기를 언급한다. 이러한 악기 중 일부의 정확한 번역은 알 수 없지만 유대인 주석가들은 쇼파르, 수금, 하프, 북, 오르간, 플루트, 심벌즈 및 트럼펫을 식별했다. 아우구스티노 성인은 이 악기들로 음악을 만드는 데 인간의 모든 능력이 사용된다고 관찰했다.

## 6절
미드라시에 따르면 히브리어 kol ha-neshamah(히브리어: כל הנשמה)는 문자 그대로 "모든 영혼이 [하나님을 찬양하게 하라]"를 의미하며 콜 하네시마흐(kol ha-neshamah)로 모음화할 수도 있다. 미드라시는 "사람이 숨을 쉴 때마다 하나님을 찬양해야 합니다"라고 설명한다. 하네시마흐(ha-neshamah)라는 단어는 "가장 일반적으로 사람의 호흡을 의미하지만 모든 동물을 포함할 수 있습니다"라고 알렉산더 커크패트릭(Alexander Kirkpatrick)은 말한다. 또 그는 "모든 생물은 찬양의 합창에 참여해야 한다."라고 말한다.

## 내용
1. 할렐루야 그의 성소에서 하나님을 찬양하며 그의 권능의 궁창에서 그를 찬양할지어다
2. 그의 능하신 행동을 찬양하며 그의 지극히 위대하심을 따라 찬양할지어다
3. 나팔 소리로 찬양하며 비파와 수금으로 찬양할지어다
4. 소고 치며 춤 추어 찬양하며 현악과 퉁소로 찬양할지어다
5. 큰 소리 나는 제금으로 찬양하며 높은 소리 나는 제금으로 찬양할지어다
6. 호흡이 있는 자마다 여호와를 찬양할지어다 할렐루야